# ديتر فارغاس
ديتر فارغاس (بالإسبانية: Dieter Vargas)‏ (27 مايو 1993 في المكسيك - ) هو لاعب كرة قدم مكسيكي في مركز الوسط. لعب مع نادي سان لويس.

## وصلات خارجية
- ديتر فارغاس على موقع قاعدة بيانات كرة القدم.إي يو (الإنجليزية)